# وی‌تی‌بی بانک

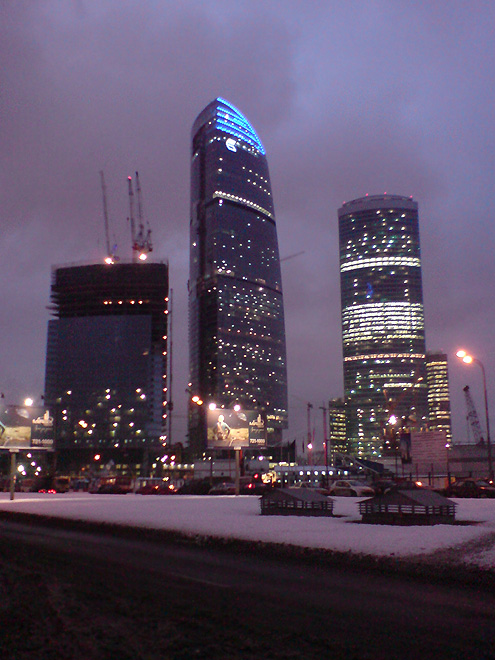
ساختمان مرکزی وی‌تی‌بی بانک، در مسکو

وی‌تی‌بی بانک (به انگلیسی: VTB Bank) دومین بانک بزرگ روسیه است، که شعبه مرکزی آن در شهر مسکو قرار دارد. وی‌تی‌بی بانک و شرکت تابعه آن؛ گروه خدمات مالی وی‌تی‌بی، طیف گسترده‌ای از خدمات بانکی را در روسیه، کشورهای مستقل همسود، اروپا، آسیا، آفریقا و ایالات متحده ارائه می‌کنند. بزرگترین شرکت‌های تابعه این گروه در روسیه شامل: وی‌تی‌بی۲۴، بانک مرکزی مسکو و ترانس‌کردیت‌بانک می‌باشد. در رتبه‌بندی سال ۲۰۱۱ مجله فایننشیال تایمز و در فهرست فایننشل تایمز جهانی ۵۰۰ این بانک روس در رتبه ۲۳۶ از بزرگترین شرکت‌های جهان قرار گرفت. وی‌تی‌بی بانک اسپانسر تیم ملی والیبال روسیه نیز می‌باشد.

## ایران
بانک وی‌تی‌بی سرویس جدیدی در ایران راه‌اندازی کرد، که با همکاری با بانک‌های ایرانی، به افراد و مشاغل، امکان انتقال پول به/از ایران را می‌دهد.